# Chaerophyllopsis
Chaerophyllopsis es un género monotípico perteneciente a la familia Apiaceae. Su única especie: Chaerophyllopsis huai, es originaria de China donde se encuentra en Yunnan cerca de Pinchuan.

## Taxonomía
Chaerophyllopsis huai fue descrita por Henri de Boissieu y publicado en Bulletin de la Société Botanique de France 56: 353. 1909.